# Воронов, Евгений Сергеевич
Евге́ний Серге́евич Во́ронов (род. 7 мая 1986, Лермонтов, Ставропольский край) — российский профессиональный баскетболист, играющий на позиции атакующего защитника. Выступает за баскетбольный клуб МБА. Бронзовый призёр Олимпийских игр (2012)

## Клубная карьера
Евгений Воронов начинал карьеру в «Локомотиве» из Минеральных Вод, затем переехал вместе с командой в Ростов-на-Дону. В сезоне 2006-07 выступал за петербургское «Динамо». Затем выступал за самарские ЦСК ВВС и казанский «УНИКС».
Сезон 2009/10 Воронов провёл в самарских «Красных крыльях», с которыми дошёл до финала Кубка вызова ФИБА. В 15 матчах еврокубка Воронов набирал в среднем по 6,7 очка, 2,5 подбора и 1,3 перехвата при 20 игровых минутах в среднем за игру. В чемпионате России Евгений провёл 23 игры (24 мин., 7,1 очка, 2,9 подбора, 1,1 передача в среднем за матч).
В августе 2010 года перешёл в московское «Динамо».
После окончания сезона 2010/11 подписал контракт по схеме 1+1 с ПБК ЦСКА.
- Во время Матча всех звёзд ПБЛ 2011
- В составе ЦСКА (2013)
- В составе Локомотива (2015)
- В составе МБА с главным тренером В. Карасёвым (2024)
- Получает нагаду MVP матча за 3-е место Кубка России 2023/2024

## Сборная России
В составе молодёжной сборной России стал чемпионом Европы 2005. Получил вызов в главную сборную страны на чемпионат мира 2010. В 2012 году стал бронзовым призёром Олимпийских игр в Лондоне.

## Достижения
- Бронзовый призёр Олимпийских игр (2012).
- Чемпион Европы по баскетболу среди молодёжных команд: 2005.
- Обладатель Еврокубка Вызова: 2007.
- Обладатель Кубка России: 2009
- Бронзовый призёр чемпионата России: 2008-2009.
- Серебряный призёр Универсиады 2009.
- Участник Матча всех звёзд ПБЛ 2011 года.

## Награды
- Медаль ордена «За заслуги перед Отечеством» II степени (13 августа 2012 года) — за большой вклад в развитие физической культуры и спорта, высокие спортивные достижения на Играх XXX Олимпиады 2012 года в городе Лондоне (Великобритания)[6].
- Заслуженный мастер спорта России (20 августа 2012 года)[7].